# Унтерот
Унтерот (њем. Unterroth) општина је у њемачкој савезној држави Баварска. Једно је од 17 општинских средишта округа Ној-Улм. Према процјени из 2010. у општини је живјело 958 становника. Посједује регионалну шифру (AGS) 9775161.

## Географски и демографски подаци
Унтерот се налази у савезној држави Баварска у округу Ној-Улм. Општина се налази на надморској висини од 524 метра. Површина општине износи 15,4 km². У самом мјесту је, према процјени из 2010. године, живјело 958 становника. Просјечна густина становништва износи 62 становника/km².